# Valery Gergiev
Valery Abisalovich Gergiev (tiếng Nga: Валерий Абисалович Гергиев; tiếng Nga phát âm: [vɐˈlʲerʲɪj ɐbʲɪˈsaɫəvʲɪtɕ ˈɡʲɛrɡʲɪɪf]; Ossetian: Гергиты Абисалы фырт Валери, Gergity Abisaly Fyrt Valeri; sinh ngày 2 tháng 5 năm 1953) là một nhạc trưởng người Nga và là giám đốc công ty opera gốc Ossetia. Ông là tổng giám đốc và giám đốc nghệ thuật của Nhà hát Mariinsky, giám đốc nghệ thuật của Liên hoan Đêm trắng tại St. Petersburg, và chỉ huy trưởng của Dàn nhạc giao hưởng München đến khi bị sa thải vào ngày 1 tháng 3 2022.

## Thiếu thời
Gergiev, sinh ra ở Moscow, là con trai của Tamara Timofeevna (Tatarkanovna) Lagkueva và Abisal Zaurbekovich Gergiev.
Ông và anh chị em của ông đã lớn lên ở Vladikavkaz ở Bắc Ossetia ở Caucasus. Ông đã có những bài học piano đầu tiên của mình ở trường trung học trước khi tiếp tục học tại Nhạc viện Leningrad từ năm 1972-77.
Giáo viên chính của ông là Ilya Musin (Илья Мусин), một trong những nhà sản xuất- chỉ huy dàn nhạc vĩ đại nhất trong lịch sử âm nhạc Nga. Em gái của ông, Larissa, là một nghệ sĩ dương cầm và là giám đốc học viện ca sĩ của Mariinsky.

## Sự nghiệp
Năm 1978, ông trở thành trợ lý nhạc trưởng tại nhà hát Kirov Opera, nay là nhà hát Mariinsky, dưới sự dẫn dắt của nhạc trưởng chính Yuri Temirkanov, nơi ông xuất hiện lần đầu tiên là chỉ huy bản Chiến tranh và Hòa bình của Sergei Prokofiev. Ông là chỉ huy trưởng của Dàn nhạc Giao hưởng Armenia từ 1981-1985 - năm ông xuất hiện lần đầu tại Vương quốc Anh, cùng với nghệ sĩ dương cầm Evgeny Kissin và nghệ sĩ violin Maxim Vengerov và Vadim Repin tại Liên hoan Lichfield.
Năm 1991, lần đầu tiên, Gergiev đã chỉ huy dàn nhạc cho một công ty opera Tây Âu với đoàn opera bang Bavarian trong một buổi biểu diễn vở Modest Mussorgsky của Boris Godunov ở Munich. Trong cùng năm đó, ông ra mắt và tạo dựng danh tiếng tại Mỹ, biểu diễn bản Chiến tranh và Hòa bình với nhà hát San Francisco. Kể từ đó, ông đã chỉ huy cả hai hạng mục là opera và giao hưởng trên khắp thế giới. Ông cũng tham gia rất nhiều lễ hội âm nhạc, trong đó có Đêm trắng ở St. Petersburg.
Ông trở thành chỉ huy trưởng và giám đốc nghệ thuật của nhà hát Mariinsky năm 1988, và tổng giám đốc của công ty, được chỉ định bởi chính phủ Nga, vào năm 1996. Ngoài công việc nghệ thuật của ông với Mariinsky, Gergiev đã làm việc trong việc gây quỹ cho các dự án như xây dựng Khán phòng Mariinsky với 1100 chỗ ngồi, và dự định cải tạo hoàn toàn Nhà hát Mariinsky vào năm 2010.
Từ 1995 đến 2008, Gergiev là nhạc trưởng chính của Dàn nhạc Giao hưởng Rotterdam. Năm 1997, ông trở thành khách mời chính của nhà hát Metropolitan Opera ở thành phố New York. Hợp đồng của ông đã kéo dài đến mùa giải 2007-2008, và những lần ra mắt ông có thể kể đến như một phiên bản mới của vở Boris Godunov của Mussorgsky, được Igor Buketoff chỉnh sửa và tái tổ chức vẫn trung thành với ý định của Mussorgsky (không giống như bản Rimsky-Korsakov chủ yếu được sử dụng lại trong nhiều năm cho đến những năm 1960 hoặc 1970). Năm 2002, ông xuất hiện trong một cảnh trong bộ phim Russian Ark, do Alexander Sokurov đạo diễn và quay tại Bảo tàng Hermitage ở Saint Petersburg, Nga.
Năm 2003, ông khởi xướng và chỉ huy dàn nhạc tại Nhà hát Mariinsky, chu kỳ hoàn chỉnh đầu tiên cho bản Vòng tròn của người Do Thái sáng tác bởi Wagner đã được biểu diễn tại Nga trong hơn 90 năm. Thiết kế và khái niệm của sản xuất phản ánh nhiều khía cạnh của văn hóa Ossetia. Gergiev cũng chỉ huy tác phẩm này tại Cardiff vào năm 2006 tại Trung tâm Thiên niên kỷ Wales, tại Costa Mesa, ở California là vào tháng 10 năm 2006 tại Trung tâm Nghệ thuật Biểu diễn Quận Cam và vào tháng 7 năm 2007 tại Trung tâm Lincoln, Thành phố New York.
Năm 1988, lần đầu tiên Gergiev chỉ huy Dàn nhạc Giao hưởng London. Trong lần xuất hiện tiếp theo của mình với LSO vào năm 2004, ông đã thực hiện bảy bản giao hưởng của Sergei Prokofiev. Sự tham gia này đã dẫn đến việc bổ nhiệm ông vào năm 2005 với tư cách là chỉ huy trưởng thứ 15 của dàn nhạc, kế nhiệm Ngài Colin Davis có nhiệm kỳ từ ngày 1 tháng 1 năm 2007. Hợp đồng ban đầu của Gergiev với LSO là 3 năm.
Buổi hòa nhạc chính thức đầu tiên của ông với tư cách chỉ huy trưởng của LSO là vào ngày 23 tháng 1 năm 2007; điều này ban đầu được lên lịch vào ngày 13 tháng 1, nhưng đã bị hoãn do bệnh của Gergiev.
Vào tháng 6 năm 2011, Gergiev tham gia Cuộc thi Tchaikovsky quốc tế và giới thiệu các cải cách cho việc tổ chức, bao gồm thay thế các giám khảo học giả bằng những nghệ sĩ danh tiếng và giới thiệu tính mở cho quy trình, sắp xếp cho tất cả các buổi trình diễn được phát trực tiếp và miễn phí trên internet để các giám khảo nói lên ý kiến của họ trước công chúng và bất cứ khi nào họ muốn.
Từ năm 2015, Gergiev là chỉ huy trưởng của dàn nhạc giao hưởng Munich.
Vào ngày 5 tháng 5 năm 2016, Gergiev đã đi thi tại Nhà hát La Mã Palmyra tại một sự kiện hòa nhạc có tên Praying for Palmyra - Âm nhạc hồi sinh những tàn tích cổ xưa. Nó được dành cho các nạn nhân đã chết trong khi giải phóng Palmyra khỏi ISIS và đề cao sự huy hoàng của thành phố cổ.

### Nga xâm lược Ukraine
Vào ngày 1 tháng 3 năm 2022, Thị trưởng München Dieter Reiter tuyên bố chấm dứt hợp đồng với Gergiev, người ủng hộ Putin, với tư cách là nhạc trưởng của Münchner Philharmoniker vì không đáp ứng yêu cầu của Reiter lên án "cuộc chiến tranh xâm lược tàn bạo mà Putin đang tiến hành chống lại Ukraine và bây giờ, đặc biệt là chống lại Kiev thành phố kết nghĩa của chúng ta ".